# William Allen Harbinson
William Allen Harbinson (* 9. September 1941 in Belfast, Nordirland) ist ein britischer Sachbuch- und Science-Fiction-Autor. Er publiziert unter dem Kürzel W. A. Harbinson.

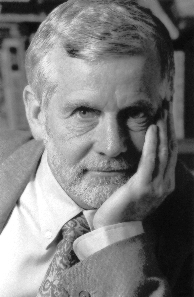
William Allen Harbinson

## Leben
Nach eigenen Angaben verließ Harbinson mit 14 Jahren die Schule, um als Handwerker zu arbeiten, so auch in Liverpool. Mit 19 Jahren wanderte er nach Australien aus und diente dort in der Royal Australian Air Force (RAAF). In dieser Zeit war er als Sanitäter unter anderem in Thailand und Malaysia tätig. 1967 kehrte er nach England zurück und arbeitete als Autor und Magazin-Herausgeber.
1980 veröffentlichte er mit Genesis einen Roman zur UFO-Thematik, der auch auf Niederländisch und Spanisch veröffentlicht wurde. Der Roman bildete die Grundlage einer fünfteiligen Reihe. In den 1990er Jahren publizierte er unter dem Pseudonym Shaun Clarke 24 Romane um fiktive Angehörige von militärischen Spezialeinheiten.
Harbinson lebt heute (2021) in der Republik Irland.

## Werke (Auswahl)

### Als W. A. Harbinson
- Elvis Presley. An illustrated biography, London (Joseph) 1975. ISBN 0-7181-1469-8
- Bronson! A biographical portrait, London (Allen) 1976. ISBN 0-491-01536-4
- Evita! A legend for the seventies, London (Star Books) 1977. ISBN 9780352301178
- Genesis, London (Corgi) 1980. ISBN 0552115339

### Als Shaun Clarke
- Behind Iraqi Lines: Soldier A SAS (1993)
- Heroes of the South Atlantic: Soldier B SAS (1993)
- Secret War in Arabia: Soldier C SAS (1993)
- Sniper Fire in Belfast: Soldier E SAS (1993)
- Guerrillas in the Jungle: Soldier F SAS (1993)
- The Desert Raiders: Soldier G SAS (1993)
- Counter-Insurgency in Aden: Soldier J SAS (1993)
- The Embassy Siege: Soldier L SAS (1994)
- Night Fighters in France: Soldier P SAS (1994)
- Death on Gibraltar: Soldier R SAS (1994)
- Into Vietnam: Soldier V SAS (1995)
- Terrorism on the North Sea: Marine A SBS (1995)
- The Headhunters of Borneo: Soldier H SAS (1994)
- The Exit Club (1996)
- SBS 3 Blitz Edition (1997)
- Dragon Light (1997)
- Underworld (1997)
- SAS 3-Blitz Edition (1997)
- Red Hand (1998)
- The Opium Road (1998)
- Operation Millennium (1999)
- Green Light (2000)
- Reverse Negative (2000)
- Night Rider (2001)